# 新牙龍屬
新牙龍屬（學名：Neosodon）是蜥腳下目圖里亞龍類的一屬恐龍，生存於侏羅紀提通階末期的法國加來海峽省。新牙龍沒有被正式命名種小名，但模式種的先驅新牙龍（N. praecursor）實際是來自另一種動物。以往新牙龍都被歸類於畸形龍，畸形龍曾被當作垃圾箱类群，但近年研究認為新牙龍可能與圖里亞龍是近親，圖里亞龍生存在幾乎相同時期的西班牙。

## 歷史及分類
在1885年，M. de la Moussaye將一顆從濱海布洛涅附近發現、已磨損斷裂的大型牙齒命名為新牙龍，可是卻忘記命名種小名。他認為新牙龍是屬於像斑龍的獸腳亞目恐龍。
H. E.Sauvage後來將新牙龍、先驅禽龍（Iguanodon praecursor）歸類於相同物種；先驅禽龍也是由H. E.Sauvage所命名，是個僅根據牙齒化石所建立的分類單元。因為先驅禽龍的牙齒與由愛德華·德林克·科普（Edward Drinker Cope）命名的Caulodon產生混淆，Caulodon的化石發現於相近時期美國莫里遜組，目前是圓頂龍的異名。但是，新牙龍、先驅禽龍的牙齒卻不是同一模式標本，先驅禽龍是來自與莫里尼龍（Morinosaurus）相同的未命名地層，年代是較早期的啟莫里階。早期的研究認為新牙龍是畸形龍的異名，並認為牠們可能屬於腕龍科。 
在1990年代，法國學者發表了同一地層的新圓頂龍科骨頭。最初，Buffetaut與Martin認為這些骨頭是屬於先驅新牙龍的。但是Le Loeuff等人則反對這種說法，因為新牙龍化石只有一顆牙齒，並沒有相同的骨頭。2004年的研究則提出新牙龍及先驅禽龍都是蜥腳下目的疑名。但是Royo-Torres等人在描述圖里亞龍時，指初這牙齒與圖里亞龍的很相似，並建議新牙龍是屬於圖里亞龍類。

## 古生物學
新牙龍的牙齒很大，在不完整的狀態下也有6厘米高，橫切面面積為3.5×2厘米，完整的牙齒被估計高達8厘米。這顆牙齒呈矛狀或匙狀。新牙龍被認為是一類體型大型、四足行走的草食性恐龍。

## 外部連結
- （法文）法國恐龍
- Paleobiology Database （页面存档备份，存于）